# Loma
Loma (mađ. Érsekhalma) je selo u Mađarskoj.
Zauzima površinu od 25,47 km četvornih.

## Zemljopisni položaj
Nalazi se istočno od Dunava, 5 km južno od Ajuoša, na 46°21' sjeverne zemljopisne širine i 19°7' istočne zemljopisne dužine, u regiji Južni Alföld. 2 km jugoistočno je Ajoška pješčana pusta (mađ. Hajósi Homokpuszta).

## Upravna organizacija
Upravno pripada Bajskoj mikroregiji u Bačko-kiškunskoj županiji. Poštanski broj je 6348.
Loma je nekad pripadala selu Ajošu od kojeg se odvojila 1986. godine i formirana kao posebno selo, a od Ajoša su odvojeni i pripojeni Lomi sela i naselja Hajósitanyák, Lida, Kall i Sađuđ. Upravno joj pripada i Szőlőtelep.

## Stanovništvo
U Lomi živi 703 stanovnika (2001.).
Pokraj Mađara, u Lomi žive i Hrvati.

## Vanjske poveznice
- (mađ.) Érsekhalma a Vendégvárón  Arhivirana inačica izvorne stranice od 11. lipnja 2008. (Wayback Machine)
- (engl.) Loma na fallingrain.com
- Hrvatski glasnik, br. 18/2005.  Arhivirana inačica izvorne stranice od 6. lipnja 2007. (Wayback Machine) Turnir u malome nogometu (PDF)